# جون دي لابول (إيرل لينكولن الأول)
جون دي لابول (بالإنجليزية: John de la Pole)‏ كان قيادياً بارزاً لجيش أسرة يورك في حرب الوردتين.